# 正觉胡同

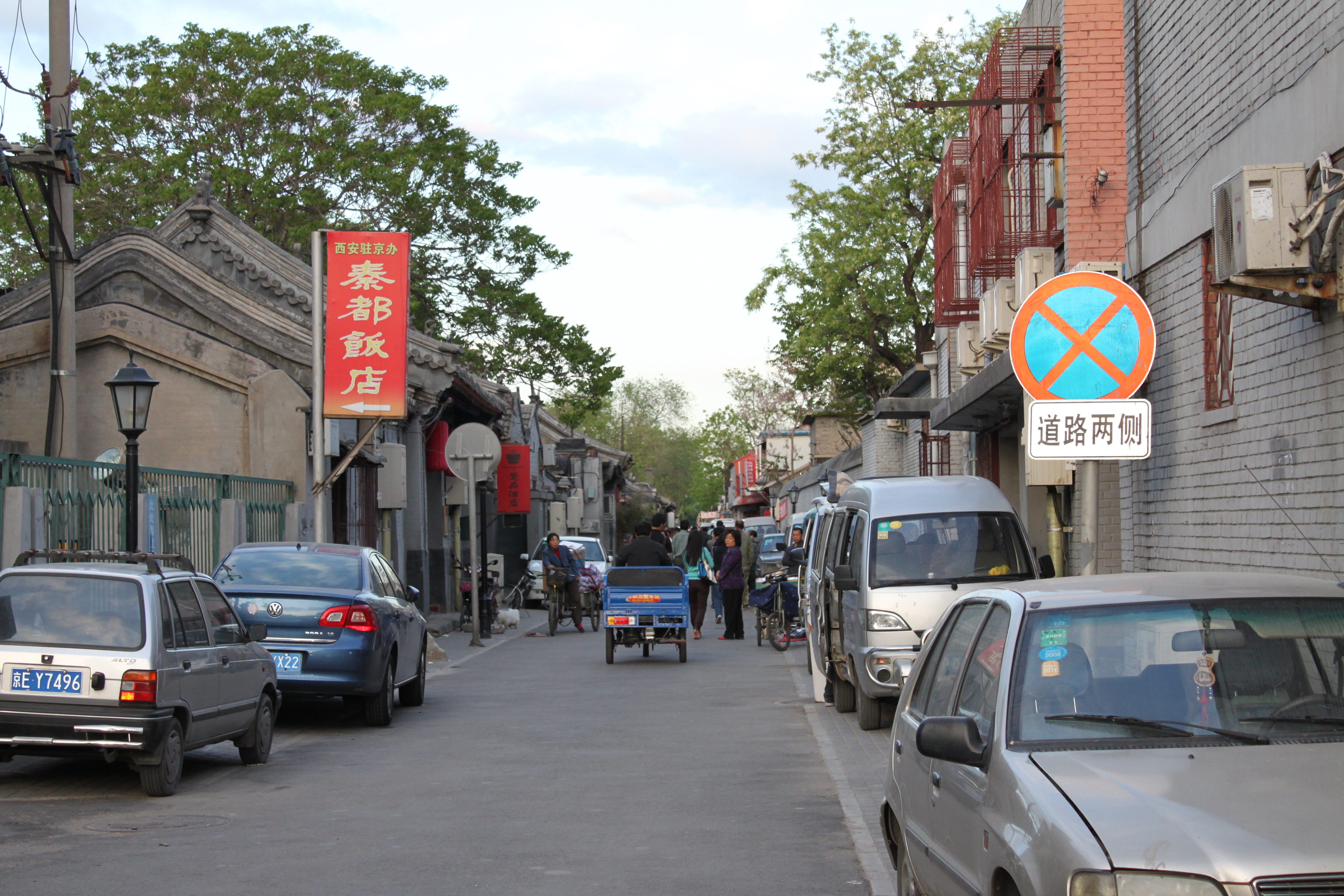
2010年的正觉胡同，自正觉夹道南口向东拍摄。左侧近处的古建筑为正觉寺的山门

39°56′23″N 116°22′28″E / 39.9398142°N 116.3743857°E
正觉胡同，位于中國北京市西城区北部。

## 简介
正觉胡同东起棉花胡同，西到新街口南大街。全长281米，平均宽4米。明朝称“正觉寺胡同”，因正觉寺而得名。1965年北京市整顿地名，更名为“正觉胡同”。
正觉胡同甲9号院为正觉寺。《日下旧闻考》卷五十三《正觉寺碑略》记载，该寺原为明朝“御马监太监韩谅赐宅”，后来“施于善人郑道明，于成化三年春建佛殿”，“敕赐正觉禅寺”。该寺现存山门、大雄宝殿、接引殿及配殿，建筑面积大约970平方米，是西城区文物保护单位，现未恢复宗教活动。